# Paweł Marcin Szymański
Paweł Marcin Szymański (ur. 8 kwietnia 1967 w Lidzbarku) – polski muzyk, kompozytor, wokalista, gitarzysta i harmonijkarz bluesowy. Autor tekstów piosenek. Przeważnie występuje solo. Współpracował także z zespołami Tortilla Flat z Torunia i Green Grass z Bydgoszczy.

## Dyskografia

### Albumy
- 1992 Tortilla Flat – Blues Band
- 1994 Green Grass – Ostatni raz
- 2001 Paweł Szymański – Za późno by płakać
- 2005 Paweł Szymański – Uroda zdarzeń
- 2009 Paweł Szymański – Król wątpliwości
- 2020 Paweł Szymański – Pozdrowienia z Milagro

### Gościnnie
- 2003 Michał Cielak Kielak – tribute to Ryszard Skiba Skibiński (1985)

### Kompilacje
- 1997 Encyklopedia Muzyki Popularnej – Blues w Polsce
- 2008 Antologia Polskiego Bluesa – blues i okolice